# 全国原子力発電所所在市町村協議会
全国原子力発電所所在市町村協議会（ぜんこくげんしりょくはつでんしょしょざいしちょうそんきょうぎかい）は、日本の原子力発電所が立地、近接または建設を予定している市町村長および市町村議会議長により組織された団体。略称は全原協。

## 概要
- 設立 - 1968年6月5日
- 会長 - 渕上隆信（敦賀市長。設立以来、代々敦賀市長が会長に就任している[1]）
- 事務局 - 〒914-8501 福井県敦賀市中央町2丁目1番1号 敦賀市企画政策部原子力安全対策課内（会長の所嘱する市町村に置くこととなっている）

### 会員
下記24市町村の市町村長および市町村議会議長を正会員とする。
- 敦賀市
- 双葉郡双葉町
- 那珂郡東海村
- 柏崎市
- 三方郡美浜町
- 薩摩川内市
- 古宇郡泊村
- 下北郡東通村
- 牡鹿郡女川町
- 御前崎市
- 羽咋郡志賀町
- 松江市
- 西宇和郡伊方町
- 下北郡大間町
- 石巻市
- 双葉郡浪江町
- 双葉郡富岡町
- 双葉郡楢葉町
- 刈羽郡刈羽村
- 大飯郡おおい町
- 大飯郡高浜町
- 熊毛郡上関町
- 双葉郡大熊町
- 東松浦郡玄海町

### 準会員
下記の6市町村の市町村長を準会員とする。
- 古宇郡神恵内村
- 岩内郡共和町
- 岩内郡岩内町
- むつ市
- 上北郡六ヶ所村
- 長浜市

### 脱会
- 南相馬市(2012年3月)[2]
- 高島市(2012年5月)[3]

## 活動内容
原子力発電所の安全性や施設誘致、地域振興策に関する調査研究や、政府等に対する陳情を行う。2011年の福島第一原子力発電所事故を受け、同年4月4日には事態の収束や安全対策などに関し、政府に対して緊急要請書を提出した。